# スノーマン
『スノーマン』（The Snowman）は、1978年に出版されたレイモンド・ブリッグズ原作の絵本、ならびに同作を映像化したアニメーション作品。

## 作品概要

### 絵本
本編には文字が無く、絵のみで物語を描写している。そのため、他言語版を発行するのも容易で、結果、世界中で人気を得る作品となった。日本では1978年、評論社より『ゆきだるま』と邦題が付けられて初版が発行され、1998年に同じく評論社より『スノーマン』に改題して再出版されている。2019年現在、双方の題名での購入が可能。

### アニメーション
1982年にダイアン・ジャクソンとジミー・テルアキ・ムラカミの監督のもと26分間のアニメとして制作、新しく開局したテレビ局チャンネル4でクリスマス・イヴに放送されて成功を収めた。原作と同じく本編に登場するキャラクターに台詞は一切無いが、オープニングのナレーションをデヴィッド・ボウイが担当し、冒頭で登場している。
音楽はハワード・ブレイクが作詞・作曲、シンフォニア・オブ・ロンドンが演奏を担当し、サウンドトラックも発売された。特にスノーマンと少年が空を飛ぶシーンで流れた「ウォーキング・イン・ジ・エアー」（『空を歩いて』）が大ヒットした。翌1983年にアカデミー賞 アカデミー短編アニメ賞にノミネートされている。
日本では1986年11月にビデオテープで、1987年2月にはビデオディスクとして発売。1987年3月時点で、当時のアニメビデオとしては異例のビデオテープ12000本、ビデオディスク3000枚が販売された。1999年にDVDが発売されている（2004年、パッケージデザインが変更された版が発売）。2013年にはBlu-rayが発売された。

### その他
- グッズが世界各国で販売されており、種類は多彩でぬいぐるみから菓子、カップや手帳もある。
- 1988、1989年には、アヲハタ・チルドスープのCMに採用された。
- 1995年12月8日、ギャガ・コミュニケーションズよりPlayStation向けCD-ROMとして発売された。絵本を読み進めながらミニゲームをプレイできるほか、アニメーションビデオ本編も丸ごと収録されている。

## あらすじ
一面の銀世界になった冬のある日、名もない少年は雪だるまを作る。その夜、時計の針が12時を指したとき、その雪だるまは命を得る。雪だるまと少年は大人を起こさないように気をつけながら家で遊ぶ。おもちゃなどでたくさん遊んだ二人は、外に冒険に出ることにし、オートバイに二人乗りして遊ぶ。
物語の後半、二人は手を取り合って空へ飛び立つ。近所の家々や森、海を飛び越え、北極へ向かいながら様々な人と出会う。到着するとそこは雪だるまのパーティ会場で、少年は多大な歓待を受ける。
少年はサンタクロースからプレゼントのマフラーを貰い、再び空を飛んで自宅へ帰る。玄関先で雪だるまと別れ、少年は眠りにつく。翌朝になって目が覚め、雪だるまへの元へと走るが、そこに見たのは溶けて消えた雪だるまのあとであった。
全ては夢の中での出来事のように思われたが、少年のポケットにはマフラーが残されていた。

## 絵本
- 『ゆきだるま』（評論社 1978年10月発行） ISBN 9784566002258
- 『スノーマン』（評論社 1998年10月発行） ISBN 9784566003972